# أوتو مايرهوف
أوتو فريتس مايرهوف (بالألمانية: Otto Fritz Meyerhof) ـ (هيلدسهايم 12 أبريل 1884 ـ فيلادلفيا 6 أكتوبر1951) هو طبيب وعالم كيمياء حيوية ألماني، حصل على  جائزة نوبل في علم وظائف الأعضاء أو الطب لسنة 1922 وذلك لعمله في مجال العضلات والتمثيل الغذائي، بما في ذلك التحلل السكري.
ولد مايرهوف في هيلدسهايم، لأبوين من أثرياء اليهود الألمان، وقضى الجانب الأكبر من طفولته في برلين، وهناك التحق بالمدرسة الثانوية ثم بدأ دراسة الطب، التي استكملها فيما بعد في جامعتي ستراسبورغ وهايدلبرغ، وتخرج في الأخيرة سنة 1909 وكان عنوان أطروحته «مساهمات في النظرية النفسية للمرض العقلي». وفي هايدلبرغ التقى مايرهوف «هيدفيغ شالينبيرغ»، التي صارت زوجته فيما بعد وأنجبا بنتاً (هي بيتينا) وولدين (هما غوتفريد وفالتر).
انتقل مايرهوف سنة 1912 إلى جامعة كيل، حيث صار أستاذاً سنة 1918، وفي سنة 1922 تقاسم مايرهوف جائزة نوبل في الطب مع البريطاني أرشيبالد هل لأبحاثه في الأيض داخل النسيج العضلي، بما في ذلك عملية التحلل السكري. وفي سنة 1929 صار أحد مديري معهد القيصر فيلهلم للأبحاث الطبية، وهو المنصب الذي ظل يشغله حتى سنة 1938، السنة التي فر فيها من النظام النازي متجهاً في البداية إلى باريس، قبل أن يستقر به المقام في الولايات المتحدة الأمريكية سنة 1940، حيث صار أستاذاً زائراً بجامعة بنسلفانيا في فيلادلفيا
توفي مايرهوف في فيلادلفيا في 6 أكتوبر 1951، عن عمر يناهز السابعة والستين.

## روابط خارجية
- أوتو مايرهوف على موقع الموسوعة البريطانية (الإنجليزية)
- أوتو مايرهوف على موقع مونزينجر (الألمانية)
- أوتو مايرهوف على موقع إن إن دي بي (الإنجليزية)